# Bradybate à queue rouge
Luscinia phoenicuroides
Espèce
Synonymes
- Bradypterus phaenicuroides J.E. Gray & G.R. Gray, 1847 (protonyme)
- Hodgsonius phoenicuroides

Statut de conservation UICN

 LC  : Préoccupation mineure
Le Bradybate à queue rouge (Luscinia phoenicuroides, anciennement Hodgsonius phoenicuroides) est une espèce de passereaux de la famille des Muscicapidae.

## Comportement

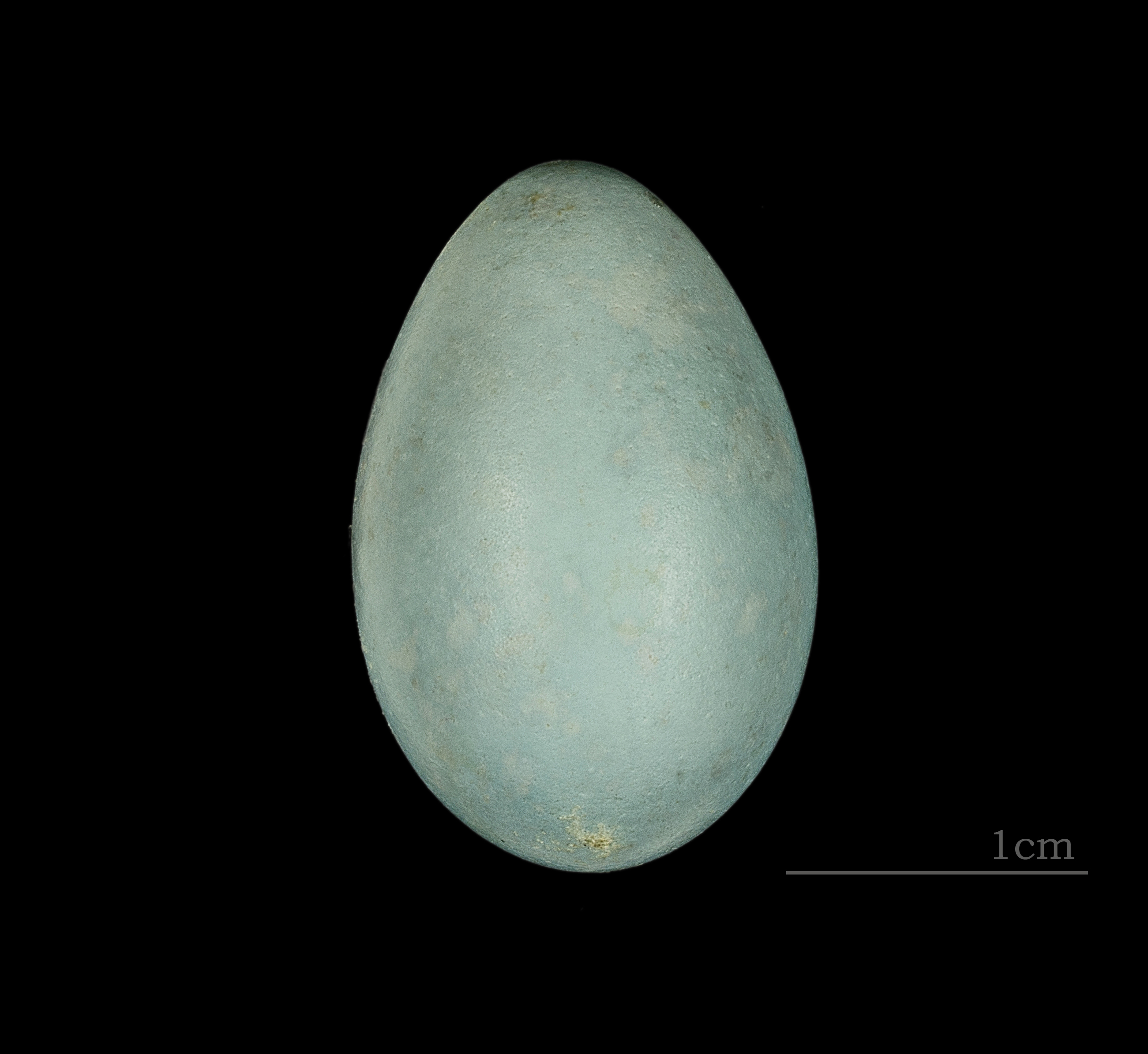
Œufs de Bradybate à queue rouge Muséum de Toulouse

## Répartition et sous-espèces
Selon la classification de référence (version 14.2, 2025) du Congrès ornithologique international i se répartit en deux sous-espèces :
- Luscinia phoenicuroides phoenicuroides (J.E. Gray & G.R. Gray, 1847) — Himalaya et Tibet ;
- Luscinia phoenicuroides ichangensis (E.C.S. Baker, 1922) — monts du centre/sud de la Chine ; hiverne dans le nord de l'Indochine (Birmanie, Thaïlande et Laos).

## Habitat
Il peuple les forêts tempérées.

## Taxonomie
L'espèce Hodgsonius phoenicuroides a été décrite par les ornithologues britanniques John Edward Gray et George Robert Gray, en 1847, sous le nom initial de Bradypterus phoenicuroides. Elle a longtemps porté, de manière erronée, le nom scientifique Hodgsonius phaenicuroides.
S'appuyant sur diverses études phylogéniques, le Congrès ornithologique international (classification version 4.1, 2014) déplace cette espèce, alors placée dans le genre Hodgsonius Bonaparte, 1850, dans le genre Luscinia.